# Jaume Baladia i Soler
Jaume Baladia i Soler   (Mataró, 1868 - Argentona, 1 de gener de 1954) fou un empresari i mecenes durant la primera meitat del segle xx.
Nascut a Mataró era fill i nebot d'una important família d'industrials tèxtils. La seva mare, Jacinta Soler Ausió (1840-1868), va morir en el seu part i el seu pare, Jaume Baladia i Marfà (1839-1868) va morir als pocs dies. Orfe amb pocs dies de vida, va ser adoptat per la seva tieta Ramona Soler (1846-1925), vídua de Minguell, sense fills i hereva d'una fàbrica tèxtil. Ramona el va criar a la seva casa d'Argentona amb sobreprotecció i sense permetre la intervenció de la família.
Va estudiar el batxillerat a la mateixa acadèmia on estudià Pompeu Fabra i també Josep Puig i Cadafalch; tots tres eren molt amics. Posteriorment, l'any 1883, Baladia i Fabra van entrar a la Universitat per cursar la carrera d'enginyer; el primer es va llicenciar en enginyeria mecànica el 1892, i Fabra va estudiar d'enginyer químic. Acabada la carrera van continuar la seva amistat, i junts s'integraren en el món cultural i artístic de la Barcelona de l'època.
Com bona part de la burgesia va formar part del desplegament de societats i clubs esportius. Afeccionat a l'excursionisme, va ser membre actiu del Centre Excursionista de Catalunya, on va ser vicepresident en el mandat de Lluís Llagostera i Pasqual (1919-1921), i el primer president de la secció d'esport de muntanya l'any 1908. Uns anys abans, el 7 d'agost de 1902, havia pujat el pic d'Aneto acompanyat de la seva esposa Teresa, un fet històric en convertir-se en la primera dona espanyola a conquerir-lo.
Va prendre contacte amb el futbol donant suport a l'Iluro SC, un modest club de Mataró del qual va arribar a ser president el 1916. Posteriorment, va formar part de la directiva del Futbol Club Barcelona com a vicepresident en el mandat de Ricard Graells (1919-1920), i d'Enric Cardona (1923-1924). Juntament amb Joan Sitges, un altre membre de la junta, van encarregar-se de cercar els terrenys del camp de les Corts. També va entrar en la junta del aero club de Barcelona, l'any 1925.
Compromès amb la política de Prat de la Riba, va entrar en la propietat de la Veu de Catalunya quan aquest va demanar el compromís de la burgesia catalana per tal de comptar amb un mitjà de comunicació que hi arribés al gran públic.
Al llarg de la seva vida va generar una considerable fortuna. Com a exemple, l'any 1933 apareixia a la llista del ministeri d'Hisenda de persones amb un patrimoni superior a les 100.000 pessetes.
Quan va morir l'1 de gener de 1954 a Argentona, on està enterrat, era president del consell d'administració de les empreses «Industries Minguell S.A.», «Contexta, S.A.» i «Hilaturas Ges S. A.».
Va tenir tres fills: Jaume conegut com a Gip (1894-1984), Francesc Xavier, conegut com a Ninus (1899-1985) i Maria Teresa coneguda com a Nini (1898-1975).